# ROM1
ROM1‏ (Retinal outer segment membrane protein 1) هوَ بروتين يُشَفر بواسطة جين ROM1 في الإنسان.